# Crimson Hero
Crimson Hero (紅色HERO, Beni-iro Hīrō, lit. "Herói Escarlate") é uma série de mangá shōjo escrito e ilustrado por Takanashi Mitsuba. Foi publicado na revista Bessatsu Margaret da editora Shueisha entre 2003 e 2011.

## Enredo
Nobara é a filha mais velha de uma tradicional família dona de um famoso restaurante chamado Seiryuu, do qual Nobara nunca quis fazer parte. Sua mãe quer que ela seja a perfeita filha japonesa e assuma os negócios, mas Nobara tem outros planos. Ela apenas quer jogar vôlei, mas quando sua mãe vai longe ao ponto de tentar destruir seus sonhos as duas brigam e Nobara sai de casa e com ajuda de sua tia, acaba se tornando a "mãe" do dormitório masculino de vôlei de seu colégio. 
Mas, o que Nobara não sabia era que a escola era famosa apenas pelo vôlei masculino e ela vai ter quer lutar com unhas e dentes para conseguir formar uma verdadeira equipe de vôlei feminina, além de aprender sobre as dificuldades de morar sozinha e ter que cuidar de uma casa com quatro homens. Nesta casa ela se reencontrará com Keisuke Haibuki que é apaixonado por ela desde o ginasial. E também Yuushin Kumagai pelo qual o coração de Nobara bate mais forte mas que possui uma namorada, que é o oposto dela, bonitinha e frágil... Nobara é forte e decidida, e desde pequena tinha decidido que iria deixar os negócios de sua família nas mãos de sua linda irmã mais nova Souka. No começo tudo o que importa para Nobara é o vôlei, mas ela descobre que a amizade e o amor fazem parte da vida.

## Volumes
| N.º | Data de lançamento      | ISBN              |
| --- | ----------------------- | ----------------- |
| 1   | 25 de junho de 2003     | 4-0884-7643-3     |
| 2   | 24 de outubro de 2003   | 4-0884-7678-6     |
| 3   | 25 de março de 2004     | 4-0884-7726-X     |
| 4   | 25 de agosto de 2004    | 4-0884-7775-8     |
| 5   | 24 de dezembro de 2004  | 4-0884-7812-6     |
| 6   | 25 de maio de 2005      | 4-0884-7857-6     |
| 7   | 25 de janeiro de 2006   | 4-0884-6024-3     |
| 8   | 25 de maio de 2006      | 4-0884-6060-X     |
| 9   | 25 de outubro de 2006   | 4-08-846106-1     |
| 10  | 25 de abril de 2007     | 978-4-08-846164-9 |
| 11  | 24 de agosto de 2007    | 978-4-08-846205-9 |
| 12  | 25 de dezembro de 2007  | 978-4-08-846248-6 |
| 13  | 23 de maio de 2008      | 978-4-08-846296-7 |
| 14  | 25 de setembro de 2008  | 978-4-08-846334-6 |
| 15  | 24 de abril de 2009     | 978-4-08-846400-8 |
| 16  | 25 de agosto de 2009    | 978-4-08-846434-3 |
| 17  | 25 de fevereiro de 2010 | 978-4-08-846497-8 |
| 18  | 23 de julho de 2010     | 978-4-08-846551-7 |
| 19  | 25 de fevereiro de 2011 | 978-4-08-846626-2 |
| 20  | 24 de junho de 2011     | 978-4-08-846666-8 |